# Unione Sportiva Avellino 1953-1954
Questa pagina raccoglie le informazioni riguardanti l'Unione Sportiva Avellino nelle competizioni ufficiali della stagione 1953-1954.

## Rosa
| N. |                   | Ruolo | Calciatore             |
| -- | ----------------- | ----- | ---------------------- |
|    | Italia (bandiera) | P     | Fontanesi              |
|    | Italia (bandiera) | P     | Tramontano             |
|    | Italia (bandiera) | D     | Elio Grappone          |
|    | Italia (bandiera) | D     | Carlo Mupo             |
|    | Italia (bandiera) | D     | Tofani                 |
|    | Italia (bandiera) | C     | Armo Agosto (capitano) |
|    | Italia (bandiera) | C     | Flegar I               |
|    | Italia (bandiera) | C     | Giovannini             |
|    | Italia (bandiera) | C     | Milani                 |

| N. |                   | Ruolo | Calciatore       |
| -- | ----------------- | ----- | ---------------- |
|    | Italia (bandiera) | A     | Flegar II        |
|    | Italia (bandiera) | A     | Vincenzo Assanti |
|    | Italia (bandiera) | A     | Pasquale Mupo    |
|    | Italia (bandiera) | A     | Natali           |
|    | Italia (bandiera) | A     | Nebuloni         |
|    | Italia (bandiera) | A     | Varutto          |
|    | Italia (bandiera) |       | Bertolini        |
|    | Italia (bandiera) |       | Colombo          |
|    | Italia (bandiera) |       | Manfra           |
|    | Italia (bandiera) |       | Risos            |